# Естель Парсонс
Естель Маргарет Парсонс (англ. Estelle Margaret Parsons; нар. 20 листопада 1927, Лінн, штат Массачусетс) — американська акторка, режисерка театру. Володарка премії «Оскар».

## Біографія

### Кар'єра
Естель Маргарет Парсонс народилася 20 листопада 1927 в місті Лінн, штат Массачусетс, в сім'ї шведки Елінор Інгебор і Ебена Парсонса. Освіте вона отримала в школі Ук-Грув в штаті Мен. Після закінчення Коннектикут-коледжу (1949) деякий час вивчала юриспруденцію в університеті Бостона, а потім почала кар'єру співачки.
Після переїзду в Нью-Йорк Естель Парсонс працювала сценаристкою, продюсеркою, ведучою в передачі «The Today Show». У 1961 вона дебютувала на театральних сценах Нью-Йорка, а в 1963 стала володаркою театральної премії «Theatre World Award». Парсонс також чотири рази номінувалася на «Тоні» за свої ролі в п'єсах «Сім падінь Міртл» (1968), «І міс Рирдон п'є трохи» (1971), «Шлях міс Маргаріди» (1978) і «Вранці в сім» (2002). Крім акторської кар'єри, вона також займалася режисурою, поставивши в 1986 на бродвейській сцені «Ромео і Джульєтту» і «Макбет».
Парсонс двічі висувалася на премію «Оскар» за найкращу жіночу роль другого плану: в 1968 за роль Бланш у фільмі «Бонні і Клайд», яка принесла їй премію кіноакадемії, і в 1969 за Каллу Маккі в картині «Рейчел, Рейчел». У 1971 акторка була номінована на премію BAFTA за роль у фільмі «Людина-кавун». Серед інших її робіт на великому екрані картини «Все заради Піта» (1974), «Дік Трейсі» (1990) і «Хлопці побоку» (1995). У 1980 акторка пробувалася на роль Памели Вурхис в трилер «П'ятниця, 13-те», але роль відійшла Бетсі Палмер.
Протягом багатьох років Парсонс була активна на телебаченні. У неї були ролі в телесеріалах «Розанна», «Дотик ангела», «Закон і порядок», а також у багатьох телевізійних фільмах.
У 2004 Естель Парсонс була включена в Американський театральний хол слави.

## Особисте життя
З 1953 по 1958 була одружена з Річардом Геманом, народила двох дітей. У 1983 одружилася з Пітером Зімротом, з яким разом до сих пір.

## Вибрана фільмографія
- Ця дика кішка (1997) — Стара леді Маккракен
- У пошуках Річарда (1996) — Маргарита Анжуйська
- Хлопці побоку (1995) — Луїз
- Сестри Лемон (1990) — Місіс Купчак
- Дік Трейсі (1990) — Місіс Трюхірт
- Все заради Піта (1974) — Хелен Роббінс
- Людина-кавун (1970) — Алтея Гербер
- Рейчел, Рейчел (1968) — Калла Маккі
- Бонні і Клайд (1967) — Бланш Берроу

## Нагороди
- 1968 — Премія «Оскар» — найкраща жіноча роль другого плану, за фільм «Бонні і Клайд».

## Фільмографія
- Дік Трейсі
- Бонні і Клайд